# توماس واتسون جونیور
توماس واتسون جونیور (انگلیسی: Thomas Watson Jr.) (۱۴ ژانویهٔ ۱۹۱۴ – ۳۱ دسامبر ۱۹۹۳) دیپلمات، تاجر و خلبان اهل ایالات متحده آمریکا بود. او دومین رئیس آی‌بی‌ام بوده‌است.
وی برندهٔ جوایزی همچون نشان افتخار آزادی رئیس‌جمهوری شده‌است.